# Médiation d'entreprise
 (mai 2018).
La médiation d'entreprise peut consister dans l'intervention d'un médiateur en prévention ou en accompagnement d'un différend interne (entre salariés) ou dans l'environnement de l'entreprise (clients, fournisseurs, interlocuteurs administratifs et financiers, collectivités locales…) ou dans le fonctionnement de l'entreprise (partenaires économiques, associés…). Le différend peut être hors contrat (ambiance relationnelle) ou impliquer des relations contractuelles et pouvant être juridiciarisé.
On[Qui ?] n'appelle pas médiation d'entreprise les services internes de médiation des entreprises, quoique des entreprises utilisent parfois le terme en interne, surtout depuis la loi sur le harcèlement. Le médiateur interne ne peut qu'éprouver de grande difficulté à maintenir une indépendance d'esprit par rapport la hiérarchie de l'entreprise et à ses objectifs, ce qui fixe un but précis à la médiation et, par conséquent la dénature.

## Définitions
Les médiateurs d'entreprise interviennent dans les contextes de différends collectifs ou n'impliquant que deux personnes, hors contexte juridique, en prévention d'une procédure ou au cours d'une procédure judiciaire, en l'occurrence aux prud'hommes.
Les médiateurs peuvent être indépendants et faire partie de la Chambre professionnelle ou d'associations ou être désignés, comme souvent dans les conflits sociaux, par un Ministre. Dans ce cas, nous[Qui ?] parlons de médiateurs ministériels.
Pour la Chambre syndicale de la Médiation, tous les contextes de médiation doivent privilégier la relation entre les personnes concernées, sans se référer au droit qui est laissé aux professionnels de cette conception de la résolution des différends, tandis que pour le Réseau des Médiateurs d'Entreprise, le médiateur intervient dans le respect des règles de droit. Pour les premiers, qui posent qu'il ne faut pas avoir d'a priori sur le type de solution qui pourra être adoptée, l'accord éventuellement rédigé le sera soit par les parties ou un conseil juridique, pour les seconds, il convient de viser un accord de type contractuel écrit.

## Méthodologies
Le contexte de l'entreprise conduit à utiliser des techniques qui se sont popularisées en entreprise, telle la négociation raisonnée et la maîtrise de cette méthode est considérée comme indispensable, notamment par Yvette Bailly, du RME. Le concept de négociation contributive est développé par Médiateurs Associés et Henri Sendros-Mila indique que cette approche de la négociation est centrée sur les personnes, leur reconnaissance et leur motivation avant de porter sur les intérêts : elle valorise la « contribution » de chaque partie à la réussite de l'accord, au-delà de la prise de l'accord, c'est-à-dire pour sa pérennité. La « contribution » peut consister, dans certains accords, à arrêter les comportements de nuisance… Dans les accords portant sur des relations durables, la contribution peut aller plus loin et anticiper ce qui peut faciliter, voire favoriser la réussite de l'autre. Malgré ses divergences de pratiques, les médiateurs ont en commun l'idée qu'un accord ne saurait être forcé ou obtenu par duperie.

## Auteurs
- Arnaud Stimec, La Médiation en entreprise, édition Dunod, 2004. -  (ISBN 2-10-007151-3), 2007. -  (ISBN 978-2-10-050766-5)
- Jean-Louis Lascoux, Pratique de la médiation, un mode alternatif à la résolution des conflits, édition ESF, 2001  (ISBN 978-2-7101-1455-0), 2° ed. 2003  (ISBN 978-2-7101-1614-1), 3° ed. 2004.-  (ISBN 2-7101-1657-X), 4° ed. 2007. -  (ISBN 978-2-7101-1859-6)
- Marinka Schillings, La médiation et les autres modes alternatifs de résolution des litiges inter-entreprises, éditions Chemins de tr@verse, 2010. -  (ISBN 978-2-313-00036-6)
- Marie-José Gava, Jean-Luc Chavanis, Outils et pratique de la médiation, InterEditions, 2014.